# Bukovik (Prijepolje)
Pour les articles homonymes, voir Bukovik.
Bukovik (en serbe cyrillique : Буковик) est un village de Serbie situé dans la municipalité de Prijepolje, district de Zlatibor. Au recensement de 2011, il comptait 33 habitants.

## Démographie

### Évolution historique de la population
| 1948 | 1953 | 1961 | 1971 | 1981 | 1991 | 2002 | 2011 |
| ---- | ---- | ---- | ---- | ---- | ---- | ---- | ---- |
| 336  | 373  | 319  | 305  | 275  | 161  | 107  | 33   |

|  |